# Analyse organique
L'analyse organique regroupe des méthodes chimiques propres à l’analyse chimique qualitative et quantitative et qui visent à identifier les composés organiques et à élucider leur composition ainsi que leur structure.
L'analyse organique peut être élémentaire ou fonctionnelle.

## Analyse élémentaire

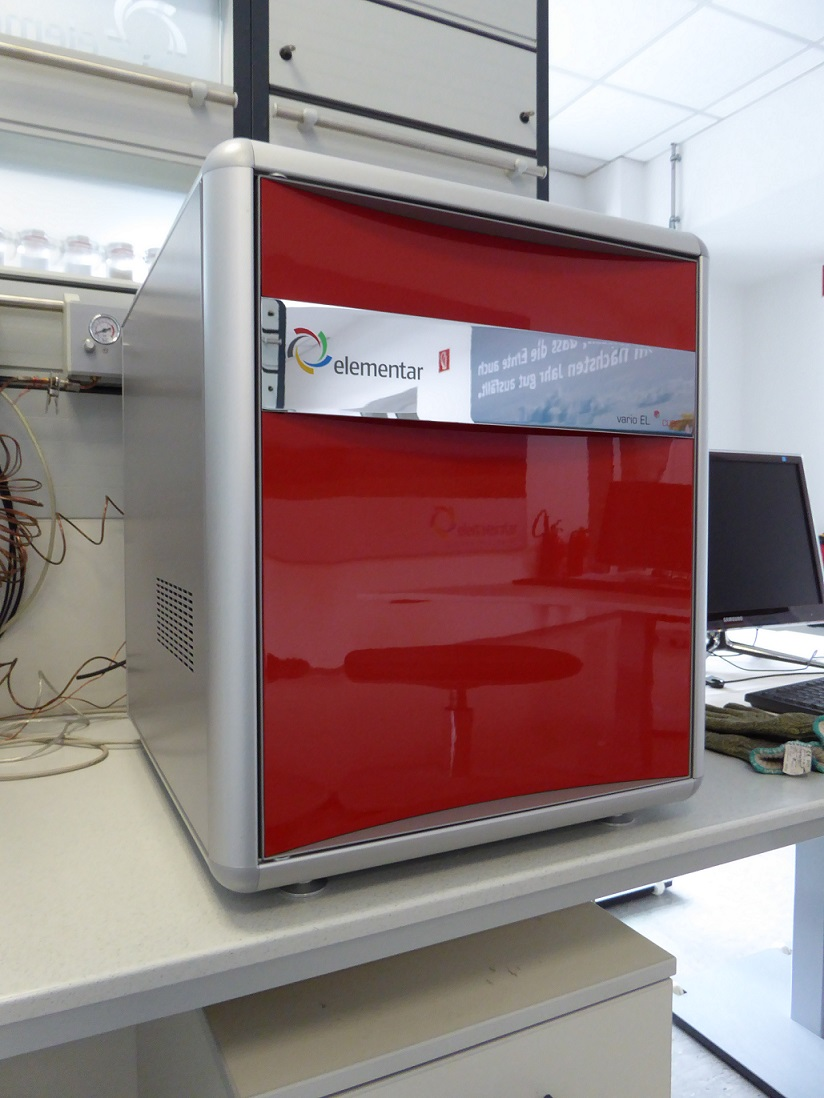
Analyseur élémentaire CHNSO de marque Elementar

L'analyse organique élémentaire caractérise la composition en éléments chimiques (atomes) des molécules organiques. Elle peut être : 
- qualitative : identification des principaux atomes des molécules ;
- quantitative : détermination de la quantité des principaux atomes des molécules. Les principales méthodes utilisées pour l'analyse organique élémentaire quantitative sont : 
  - les méthodes chimiques :
    - attaque acide puis analyse par combustion avec un analyseur élémentaire,
    - l’oxydation de Schöniger : dosage des halogènes, du soufre et du phosphore,
    - la méthode de Kjeldahl : dosage de l’azote.

  - les méthodes physiques :
    - la spectrométrie atomique.

## Analyse fonctionnelle
L'analyse organique fonctionnelle identifie les fonctions chimiques des molécules organiques. Elle peut être : 
- directe : les propriétés de la fonction chimique à caractériser sont directement mesurées ;
- indirecte : une réaction chimique avec la fonction chimique à caractériser aboutit à un dérivé dont les propriétés sont mesurées.

Les principales méthodes utilisées pour l'analyse organique fonctionnelle sont les méthodes physiques et physico-chimiques suivantes :
- la spectrométrie : spectrométrie moléculaire, spectroscopie de résonance magnétique nucléaire, spectrométrie de masse ;
- les méthodes électrochimiques.